# Peste Noire
Peste Noire (frz. für Schwarze Pest, auch Kommando Peste Noire (KPN)) ist eine seit 2000 aktive Black-Metal-Band aus La Chaise-Dieu, Frankreich.
Bekannte ehemalige Musiker bei Peste Noire sind Neige und Winterhalter, die für ihre Musik in anderen französischen Bands wie Alcest, Amesoeurs und Les Discrets Bekanntheit erlangen konnten. Die Band steht in Verdacht, eine NSBM-Band zu sein und hat Kontakte ins rechtsextreme Milieu.

## Geschichte

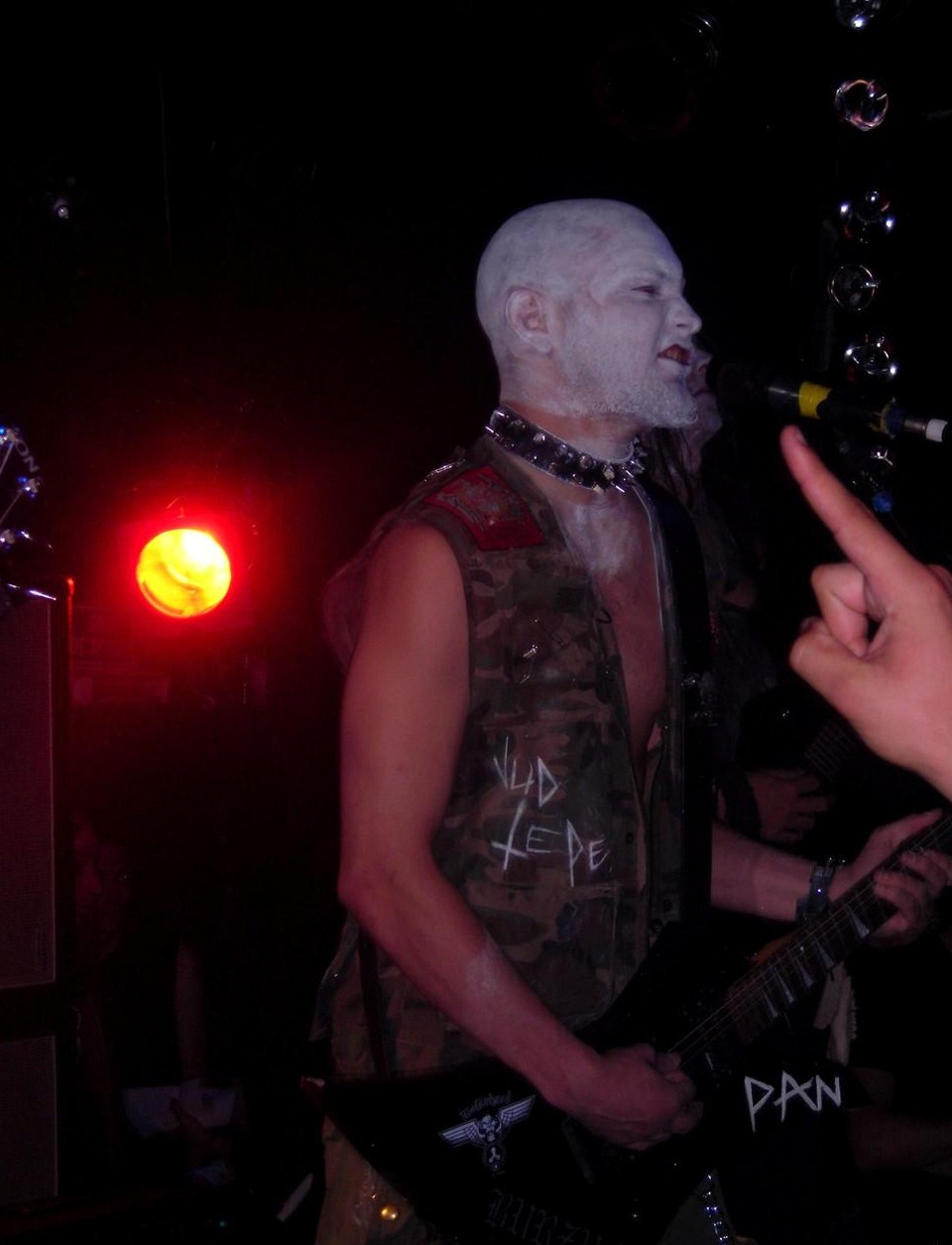
Peste Noire in Lyon, 2007.

Peste Noire wurde im Jahr 2000 von La sale Famine de Valfunde in La Chaise-Dieu in der Nähe von Avignon unter dem Namen Dor Daedeloth gegründet. Als Schlagzeuger stieß im Jahr 2001 der Multiinstrumentalist und spätere Alcest-Gründer Neige hinzu. Als Bassist wirkte Argoth mit. Gemeinsam entstanden die Demos Aryan Supremacy, Mémoire Païenne und Macabre transcendance....
Im Jahr 2006 rekrutierte Famine in Winterhalter und Indria Saray zwei neue Musiker, Neige hingegen wurde aus der Band geworfen und auch Argoth verließ Peste Noire, dass das Debütalbum La Sanie des siècles - Panégyrique de la dégénérescence als Trio über das französische Plattenlabel De Profundis Éditions herausgegeben wurde. Ein Jahr später erschien mit Folkfuck folie das zweite Album.
Mit einer anderen Besetzung – Winterhalter und Indria wurden durch A. und Ragondin ersetzt – veröffentlichte Peste Noire im März 2009 das Album Ballade cuntre lo Anemi francor. Nachdem die Musiker in die Auvergne übersiedelten und 2011 ihre eigene Untergrundplattenfirma La mesnie Herlequin gründeten, erschienen mit L'Ordure à l'état Pur, Peste Noire und La Chaise-Dyable.

## Musik und Ideologie
Ein Leitmotiv von Peste Noire stellt der Satanismus dar, wobei sich die Musiker hauptsächlich auf den indoeuropäischen Teufel und Dämonen anstelle des jüdischen Satans berufen. Laut Famine spielen Peste Noire „Gothic Fantastique Grotesque, Archeafuturist Black Metal“. Famines Vision des Black Metal basiert auf Nationalismus. Er beschreibt, dass Peste Noire stolz auf ihre französische kulturelle Geschichte, vor allem während des Mittelalters sei. Die Texte sind auf den ersten Werken auf Mittelfranzösisch geschrieben und verarbeiten Texte von französischen Dichtern wie François Villon, Geoffroy de Paris, Christine de Pisan, Guillaume de Machaut, sowie von modernen Autoren wie Charles Baudelaire, Paul Verlaine, Tristan Corbière und Robert Brasillach.
Peste Noire ziehen ihre musikalische Inspiration von Black-Metal-Pionieren wie Burzum, Mütiilation und Vlad Tepes. Auf den neueren Werken zählen auch Einflüsse des Folk, Anarcho-Punk und sogar des Neoklash.
Peste Noire stehen in Verdacht, eine NSBM-Band zu sein. Famine selbst sagt, dass die Musiker bei Peste Noire allesamt stolze Nationalisten seien. Auch erklärte er, weshalb das Konzept der Gruppe auf dem Nationalismus basiert:

“Black Metal is the musical memory of our bloodthirsty ancestors of blood, it is the marriage of Tradition, of old racial patrimony with fanaticism, with the rage and the rashness of a youth now lost. It is a CHTHONIC religion: a cult of the EARTH and a return to it, therefore a nationalism; a cult of what is BELOW the earth: Hell – the adjective “chthonic” applies to the Infernal gods as well. BM is a fundamentalism, a music with integrity (from latin integer, complete) which helps me to remain complete in a dying world, amidst a people in decay, unworthy of its blood. It is the apology of the dark european past. It is a psychosis which helps us to flee a reality we cannot tolerate anymore.”

„Black Metal ist die musikalische Erinnerung unserer blutdurstigen Vorfahren, es ist die Hochzeit der Tradition, alter Rassenerbe mit Fanatismus, mit der Wut und Unbesonnenheit einer nun verlorenen Jugend. Es ist eine Religion der UNTERWELT: Ein Kult der ERDE und eine Wiederkehr zu ihr, dafür der Nationalismus; ein Kult über das was UNTER der Erde ist: Die Hölle – das Adjektiv “chthonic” steht auch für die höllischen Götter. Black Metal ist Fundamentalismus, eine Musik mit Integrität, die mir hilft, in einer sterbenden Welt, inmitten eines im Zerfall befindlichen Volkes, unwürdig seines Blutes, normal zu bleiben. Es ist eine Entschuldigung der dunklen europäischen Vergangenheit. Es ist eine Psychose, die uns hilft, vor einer Realität, die wir nicht mehr tolerieren können, zu fliehen.“

Trotz der Tätigkeit des asiatischen Bassisten Indria Saray auf mehreren Werken der Gruppe stellte Famine klar, dass Elitismus und Nationalismus gleichwertig sei. So sah er keinen Widerspruch in dessen Tätigkeit, vor allem deswegen, da Saray als bester Bassist in der französischen Black-Metal-Szene gilt. Famine sagte, dass der französische Nationalismus Ausländern erlaube, als Franzose anerkannt zu werden, wenn diese ihre Würdigkeit und ihren Willen unter Beweis gestellt hätten, und sieht darin den Unterschied zum deutschen Nationalismus.
Nach Recherchen des Magazins Belltower.News rekrutieren die rechtsextreme Miliz Regiment Asow und die dieser beigeordnete Misanthropic Division Mitglieder aus der internationalen NSBM-Szene. Als Verbindungsperson gilt neben Hendrik Möbus auch Famine. Weitere Verbindungen gebe es zur Identitären Bewegung sowie zu der rechtsextremen Partei Der III. Weg. Die Band trat außerdem beim Asgardsrei Festival auf.

## Diskografie

### Studioalben
- La Sanie des siècles – Panégyrique de la dégénérescence (2006)
- Folkfuck Folie (2007)
- Ballade cuntre lo Anemi francor (2009)
- L'Ordure à l'état Pur (2011)
- Peste Noire (2013)
- La Chaise-Dyable (2015)
- Peste Noire – Split – Peste Noire (2018)
- Le retour des pastoureaux (2021)

### EPs
- Lorraine Rehearsal (vinyl) (2007)
- Antîoche - Livre I (2023)

### Split-CDs
- Mémoire Païenne (mit Sombre Chemin) (2002)
- Horna/Peste Noire (mit Horna) (2007)
- Rats des Villes VS Rats des Champs (mit Diapsiquir) (2014)

### Kompilationen
- Mors orbis terrarum (2007)
- Les démos (2012)

### Demos
- Aryan Supremacy (2001)
- Macabre transcendance... (2002)
- Phalènes et pestilence – Salvatrice averse (2003)
- Phalènes et pestilence (2005)

### Singles
- Aux Armes! (digital) (2018)
- Aristocrasse (digital) (2018)